# Pojemność środowiska
Pojemność środowiska – maksymalna liczebność lub zagęszczenie osobników danego gatunku, która może zajmować dane środowisko bez naruszania jego równowagi biocenotycznej. Jeśli liczebność populacji zbliża się do pojemności środowiska jej wzrost jest hamowany przez opór środowiska.
Czasem znaczenie ogranicza się do relacji człowieka ze środowiskiem. Mierzy się wtedy maksymalną ilość danego rodzaju zanieczyszczeń, jaką można wprowadzić do ekosystemu bez zachwiania jego równowagi biocenotycznej. Ilość ta zależy od zdolności do samooczyszczania.